# Rives d'Andaine
Rives d'Andaine is een gemeente in het Franse departement Orne (regio Normandië). De plaats maakt deel uit van het arrondissement Alençon. De gemeente telde 2.867 inwoners op 1 januari 2022. Rives d'Andaine is op 1 januari 2016 ontstaan door de fusie van de gemeenten La Chapelle-d'Andaine, Couterne, Geneslay en Haleine.

## Geografie
De oppervlakte van Rives d'Andaine bedroeg op 1 januari 2022 37,14 vierkante kilometer; de bevolkingsdichtheid was toen 77,2 inwoners per km².
De onderstaande kaart toont de ligging van Rives d'Andaine met de belangrijkste infrastructuur en aangrenzende gemeenten.

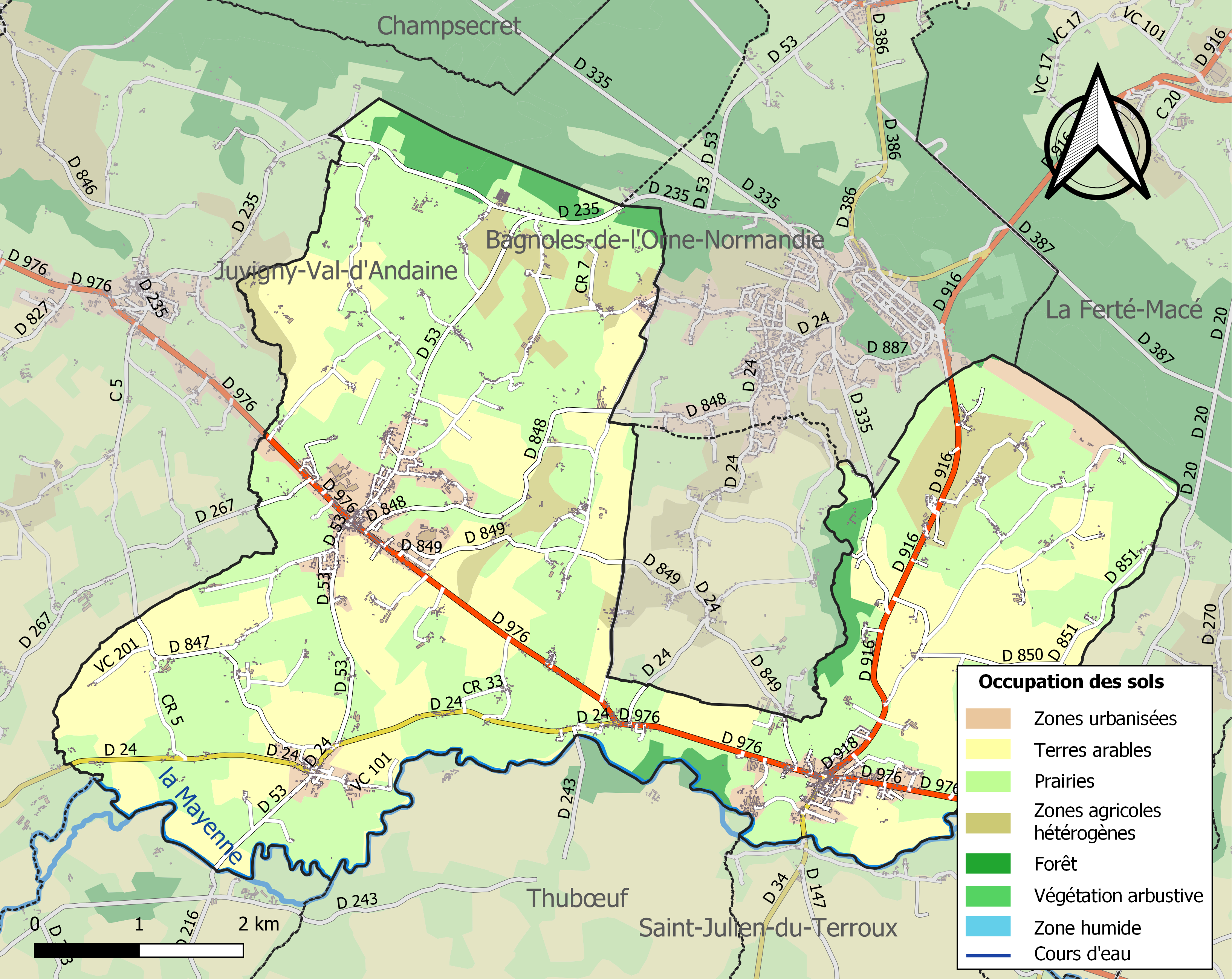